# 埃爾西倫西奧 (錢吉諾拉區)
埃爾西倫西奧（西班牙語：El Silencio），是巴拿馬的城鎮，位於該國西北部，由博卡斯德爾托羅省的錢吉諾拉區負責管轄，面積987平方公里，海拔高度24米。